# Thomas Haden Church
Thomas Haden Church (født Thomas Richard Quesada 17. juni 1960 i Californien, USA) er en amerikansk skuespiller.
Han blev nomineret til en Oscar for bedste mandlige birolle for sin rolle som «Jackson 'Jack' Lapote» i filmen Sideways. Hans mest aktuele rolle, er i filmen Spider-Man 3, hvor han spiller skurken Sandman.

## Filmografi (udvalg)
| År   | Dansk titel             | Original titel          | Rolle                 |
| 2004 | Sideways                | Sideways                | Jackson 'Jack' Lapote |
| 2007 | Spider-Man 3            | Spider-Man 3            | Flint Marko / Sandman |
| 2019 | Hellboy                 | Hellboy                 | Lobster Johnson       |
| 2021 | Spider-Man: No Way Home | Spider-Man: No Way Home |                       |